# Хаянис
Хаянис (на английски: Hyannis) е град, най-голямото от седемте селища в община Барнстъбъл, разположено на полуостров Кейп Код, в щата Масачузетс, САЩ. Намира се на Атлантическия океан.
Градът е търговски, административен и транспортен център на района. Хаянис често е наричан „Столицата на Кейп Код“. Тук са разположени офисите на окръг Барнстъбъл, общината, важни търговски и бизнес зони, историческият център, главната търговска улица, молът на Кейп Код. През Хаянис преминава втората най-важна пътна артерия на полуострова – Шосе 28.
Градът има пътническо и товарно пристанище, което е най-голямото регионално пристанище за развлекателни круизи. Тук е второто по големина търговско-рибарско пристанище на Кейп Код.
Американският президент Джон Кенеди е имал къща в квартал Хаянис порт. В нея прекарвал ваканциите си. Така района е станал известен.

## Население
В Хаянис живеят 20 097 души (2000 г.). Безработицата за същия период е 3,8%. Градът е най-космополитното селище на Кейп Код. Над 30% от жителите са с различен от белия цвят на кожата. Най-голямата чужда общност е бразилската, която е втората по големина след тази в Бостън. Голям е броят на афроамериканците, азиатците и латиноамериканците. През лятото, от май до септември, Хаянис е дом на много ирландски, български и руски студенти, които са тук по различни сезонни работни програми.

## Култура и образование
През лятото се организират множество мултикултурни и мултирелигиозни събития. Организират се панаири и концерти.
В града има музей, посветен на президента Кенеди (JFK Hyannis Museum), като фокусът е поставен върху това, че президентът и семейството му са прекарвали ваканциите си тук.
На главната улица е разположена градската библиотека.
В града се намира най-голямата гимназия на полуострова – Barnstable High School. Също има няколко начални, основни и религиозни училища. В близост се намира регионалният колеж – Cape Cod College.

## Туризъм
Освен културните събития и музеите, Хаянис привлича с нощния си живот и разнообразната си кухня. Нощният живот е изцяло съсредоточен в района на главната улица (Main Street) и пристанището, където гъсто са разположени ресторанти, барове, пицарии, магазини за сувенири, сладоледени салони и пр.
През 2002 г. в града има 64 ресторанта и нощни бара, 5 хотела, 144 мотела и летни ваканционни комплекси.
Голямо е разнообразието в кухнята. Силно разпространена е морската храна. Наличието на голям брой различни етноси е причината тук да има китайска, мексиканска, гръцка, бразилска храна. Естествено, не липсват типичните за САЩ ресторанти от веригите Макдоналдс, Бъргър Кинг, Дънкин Донътс, KFC и др.
Основната причина Хаянис да е толкова популярна туристическа дестинация е наличието на множество плажове и голф игрища в района. Тук се намира първият и най-важен голф клуб на Кейп Код, както и яхтклуб.

## Търговия
В района на Хаянис има 10 големи търговски комплекса с разположени в тях супермаркети, универсални магазини, магазини за преоценени стоки. Най-посещаван от тях е Кейп Код Мол (Cape Cod Mall). Всички големи американски вериги имат представителства в града или в близост до него.
Тук се произвежда прочутият в Нова Англия чипс Cape Cod Potato Chips.

## Транспорт
До Хаянис може да се стигне с автобуси от Бостън, Провидънс и Ню Йорк. От автогарата на града тръгват множество автобуси до всички краища на полуострова, включително и до Провинстаун. ЖП линията стигаща до Хаянис се използва единствено като туристическа атракция и превозване на промишлени отпадъци извън полуострова. Ежедневно има полети за Нантакет, Мартас Винярд и Бостън, излитащи от местното летище. Фериботи и малки кораби също извършват пътувания няколко пъти дневно до островите Нантакет и Мартас Винярд.